# Dario Alegria
Jurandir Dario Gouveia Damasceno dos Santos, mais conhecido como Dario Alegria ou apenas Dario (Paracatu, 5 de abril de 1944 - Paracatu, 9 de outubro de 2021) foi um futebolista brasileiro, que atuava como atacante.

## Carreira
Dario começou no futebol jogando no juvenil do Vasco da Gama, mas só veio a se profissionalizar no América-MG. De lá chamou atenção do Palmeiras, onde viveu a melhor fase da carreira, conquistando títulos e vestindo a camisa da Seleção Brasileira na inauguração do Mineirão, quando o Palmeiras representou a Seleção. Dario ainda ganhou títulos no Fluminense e no seu retorno ao América-MG e encerrou sua carreira após jogar em times de menor expressão.

## Militância
Nos últimos anos, Dario comandava uma ONG de defesa dos direitos dos negros em sua cidade natal, e se lembrava de casos de racismo enquanto era jogador, quando foi atacado até por um importante árbitro. Ele era um primo distante do ex-ministro do Supremo Tribunal Federal, Joaquim Barbosa.

## Morte
Dario Alegria faleceu na noite de 9 de outubro de 2021 em Paracatu (MG), aos 77 anos, vítima de um AVC.

## Títulos
Palmeiras
- Torneio Rio-São Paulo: 1965
- Campeonato Paulista: 1966
- Campeonato Brasileiro: 1967

Fluminense
- Campeonato Carioca: 1969

América-MG
- Campeonato Mineiro: 1971